# Канин Нос (полярная станция)
Канин Нос — российская всесезонная полярная станция в Арктике. Расположена на мысе Канин Нос на северо-западной оконечности полуострова Канин, в Ненецком автономном округе.

## История
Гидрометеорологическая станция ТДС МГ-2 Канин Нос, открыта в 1915 году по программе 2 разряда. Она была одной из первых станций на Русском Севере, которую организовала Гидрометслужба Северного Ледовитого океана и Белого моря Главной Физической обсерватории.
За время работы в период протяжённостью сто лет, сотрудники станции на Канином Носе всего однажды были вынуждены остановить свою деятельность. Это произошло в самый разгар гражданской войны, станция не работала с сентября 1918 по август 1919 года. Оборудование станции за столетний период было дважды заменено более совершенным, также два раза переносилась (на расстояние не более 50 метров в 1933 и 1938 годах) и была переоборудована метеорологическая площадка. В настоящее время синоптики используют данные станции для прогнозов погоды и международного обмена.
В 2017—2018 годах были построены новый дом станции, а также баня и дизельная.